# 90481 Волстонкрафт
90481 Волстонкрафт (90481 Wollstonecraft) — астероїд головного поясу, відкритий 16 лютого 2004 року.
Тіссеранів параметр щодо Юпітера — 3,264.
Названо на честь Мері Волстонкрафт (англ. Mary Wollstonecraft, 1759 — 1797) — британської письменниці, філософа і феміністки.